# Pedrosillo el Ralo
Pedrosillo el Ralo ist eine kleine westspanische Gemeinde (municipio) in der Provinz Salamanca in der Autonomen Gemeinschaft Kastilien-León. Sie befindet sich etwa 15 Kilometer nordöstlich von der Provinzhauptstadt Salamanca. 2024 hatte die Gemeinde 135 Einwohner.

## Geographie
Die Fläche der Gemeinde beträgt 8,12 km² und umfasst neben dem Hauptort nur sehr spärlich bebautes Ackerland.
Das Gemeindegebiet von Pedrosillo el Ralo wird außerdem von den parallel zueinander verlaufenden Straßen N-620 und A-62 durchquert, zu denen der Ort jeweils einen Anschluss hat. Am Anschluss an die A-62 befinden sich mehrere Tankstellen, ein Campingplatz und ein kleines Industriegebiet.

## Bevölkerungsentwicklung
Wie die meisten anderen Gemeinden in der Region erlebte auch Pedrosillo el Ralo in der zweiten Hälfte des 20. Jahrhunderts einen starken Bevölkerungsrückgang. Im Jahr 2022 hatte die Gemeinde nur noch 127 Einwohner, wobei sich der Bevölkerungsschwund in den letzten Jahrzehnten wieder etwas eingependelt hat.
| Jahr      | 1842 | 1900 | 1920 | 1950 | 1970 | 1991 | 2000 | 2017 |
| Einwohner | 189  | 333  | 490  | 461  | 255  | 142  | 153  | 128  |

## Bauwerke
- Iglesia de San Andrés, Kirche aus dem 16. Jahrhundert
- Ermita de Nuestra Señora de Gracia